# Campeonato Mundial de Judô de 1958
O Campeonato Mundial de Judô de 1958 foi a 2° edição do Campeonato Mundial de Judô, realizada em Tóquio, Japão, em 30 de novembro de 1958.

## Países participantes
| - Japão - França |

## Medalhistas

### Homens
| Evento | Ouro      | Prata         | Bronze                              |
| ------ | --------- | ------------- | ----------------------------------- |
| Aberto | Koji Sone | Akio Kaminaga | Bernard Pariset Kimiyoshi Yamashiki |

### Quadro de Medalhas
| Ordem | País   | Medalha de ouro | Medalha de prata | Medalha de bronze | Total |
| ----- | ------ | --------------- | ---------------- | ----------------- | ----- |
| 1     | Japão  | 1               | 1                | 1                 | 3     |
| 2     | França | 0               | 0                | 1                 | 1     |